# The Mars Volta
A The Mars Volta kortárs amerikai rockzenekar, amelyet Cedric Bixler Zavala és Omar Rodríguez-López (mindketten az egykori At the drive-in nevű art-punk formációnak voltak a tagjai) alapított. Stílusában leginkább a rockból, a progresszív rockból, a pszichedelikus rockból a punkból és a latin zenéből merít. Vad, dinamikus koncertjeiről, bonyolult, képszerű dalszövegeiről ismert.

## Tagjai

### Jelenleg
- Omar Rodríguez-López – gitár
- Cedric Bixler Zavala – ének
- Thomas Pridgen – dob
- Isaiah Ikey Owens – billentyű
- Juan Alderete de la Pena – basszusgitár
- Marcel Rodríguez-López – ütősök
- Adrian Terrazas Gonzalez – furulya, szaxofon, altkarinét stb.
- Pablo Hinojos-Gonzalez – hangkeverés

### Korábban
- Jeremy Michael Ward – hangtechnikus (2001-2003) (†)
- Eva Gardner – basszusgitár (2001-2002)
- Ralph Jasso – basszusgitár (2002)
- Linda Good – billentyű (2002)
- Jason Laden – basszusgitár (2003)
- Blake Fleming – dob (2001)
- Jon Theodore – dob (2004-2006)

## Lemezek

### Stúdióalbumok
- De-Loused in the Comatorium (2003)
- Frances the Mute (2005)
- Amputhecture (2006)
- The bedlam In Goliath (2008)
- Octahedron (2009)
- Noctourniquet (2012)
- The Mars Volta (2022)
- Que Dios Te Maldiga Mi Corazón (2023)
- Lucro Sucio; Los Ojos del Vacío (2025)

### EP
- Tremulant EP (2002)

### Élő felvétel
- Live EP (2003)
- Scabdates (2005)

## Külső hivatkozások

### Hivatalos oldalak
- www.TheMarsVolta.com – Hivatalos weboldal
- www.TheMarsVolta.co.uk – A hivatalos brit weboldal
- www.TheMarsVolta.funkyforum.hu - friss hírek, cikkek magyarul

### Magyar cikkek
- Prieger Zsolt: Korbács, Mars, Volta (Élet és Irodalom, 2005. május 20.)
- könnyű – est.hu – Az est.hu lemezbemutatója